# Bartramidula roylei
Bartramidula roylei là một loài rêu trong họ Bartramiaceae. Loài này được Hook. f. Bruch & Schimp. mô tả khoa học đầu tiên năm 1846.